# Grzyby naziemne

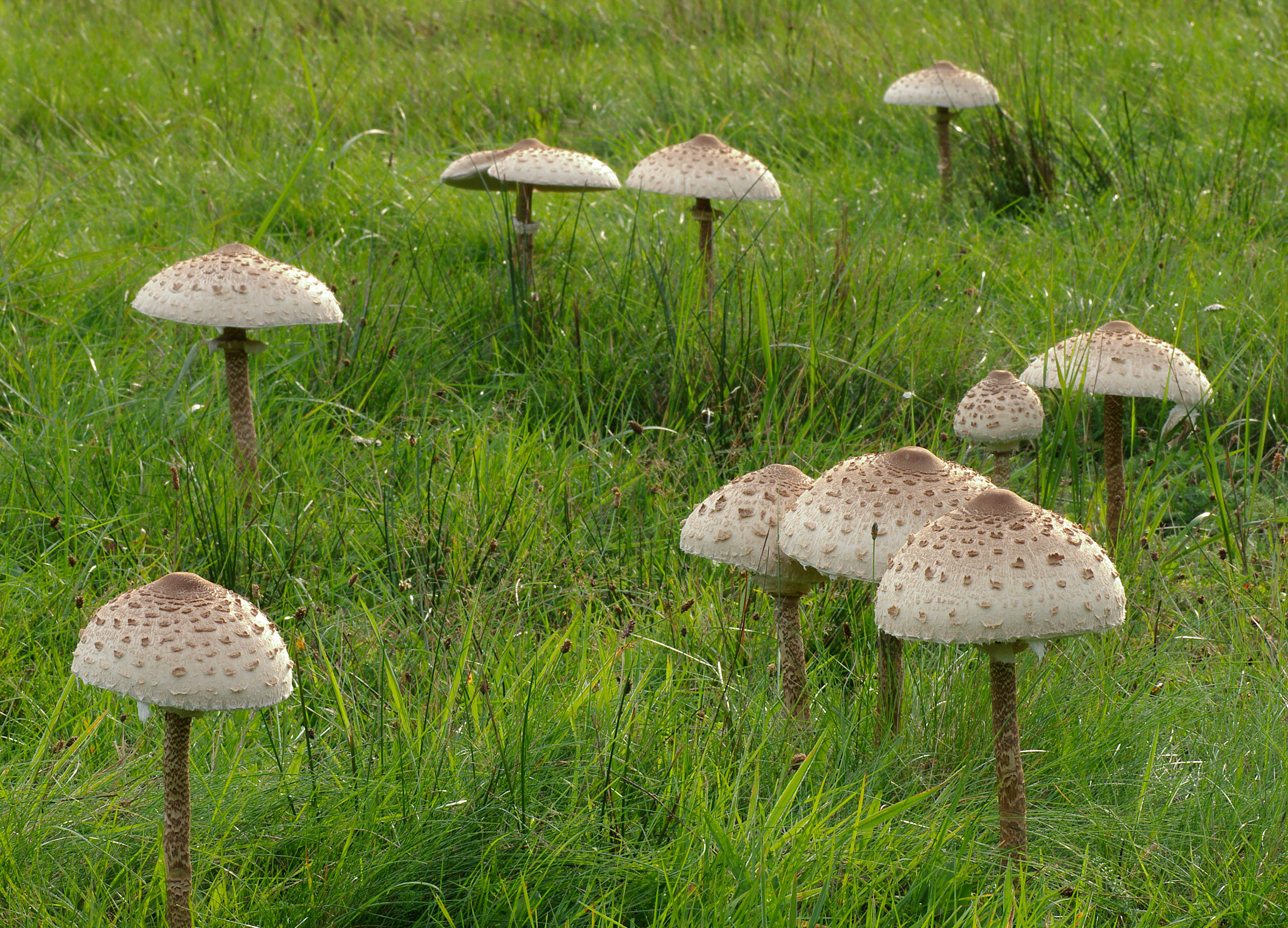
Czubajka kania

Grzyby naziemne, czyli grzyby epigeiczne – grzyby, których owocniki rozwijają się nad powierzchnią gleby. Jest to liczna grupa grzybów. Należy do niej znaczna część gatunków podstawczaków (Basidiomycota) i workowców (Ascomycota). Są wśród nich zarówno grzyby saprotroficzne, w tym grzyby mykoryzowe, jak i grzyby pasożytnicze. Ich grzybnia rozwija się w glebie, często na zagrzebanych w niej resztkach drewna i innego rodzaju materii organicznej, a w przypadku grzybów pasożytniczych i mykoryzowych także na korzeniach drzew i innych roślin, ponad powierzchnię gleby wydostają się tylko strzępki tworzące owocnik. Tworzenie się owocnika ponad powierzchnią gleby umożliwia rozprzestrzenianie się wytwarzanych w nim zarodników.
Do grzybów naziemnych należy ogromna większość gatunków grzybów jadalnych i grzybów trujących.
Ze względu na miejsce występowania oprócz grzybów naziemnych wyróżnia się: grzyby podziemne, grzyby nadrzewne, grzyby naporostowe, grzyby wodne.